# Anthocoris
El género Anthocoris abarca unas 70 especies y subespecies de insectos heterópteros predadores de la familia Anthocoridae. Se distribuyen principalmente —pero no exclusivamente— en el Hemisferio Norte. Las larvas y los adultos se alimentan principalmente de psílidos y de pulgones presentes en árboles frutales, en arbustos como la vid, en algunas hortalizas y en plantas ornamentales. También pueden alimentarse de huevos de diversos insectos (lepidópteros, himenópteros, etc.).
Los insectos del género Anthocoris viven en la mayoría de los casos como predadores no específicos, sobre la parte aérea de las plantas. La mayoría de las especies son ubicuas. Los huevos suelen ubicarse bajo las epidermis de las hojas y en los tallos de las plantas huéspedes. Dependiendo de la especie y el clima, cuentan de 1 a 4 generaciones anuales.

## Lista de las especies
Entre las especies incluidas en el género se cuentan:
- Anthocoris albiger Reuter, 1884
- Anthocoris antevolens White, 1879
- Anthocoris bakeri Poppius, 1913

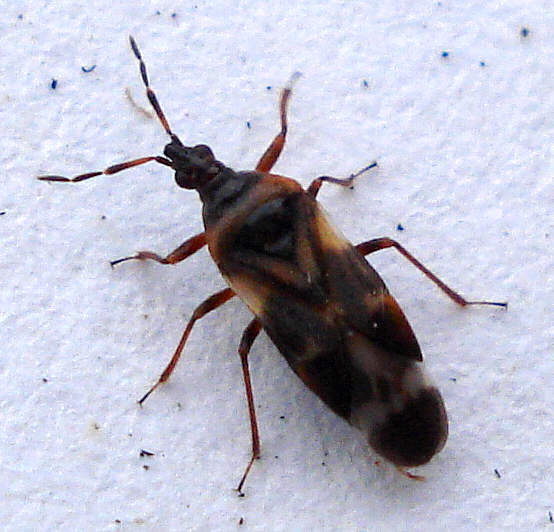
Anthocoris nemoralis.

- Anthocoris bicuspis (Herrich-Schaeffer, 1835)
- Anthocoris confusus Reuter, 1884
- Anthocoris dimorphicus Anderson et Kelton, 1963
- Anthocoris fulvipennis Reuter, 1884
- Anthocoris limbatus Fieber, 1836
- Anthocoris musculus (Say, 1832)
- Anthocoris nemoralis (Fabricius, 1794)
- Anthocoris nemorum (Linnaeus, 1761)
- Anthocoris nigripes Reuter, 1884
- Anthocoris tomentosus Péricart, 1971
- Anthocoris tristis Van Duzee, 1921
- Anthocoris whitei Reuter, 1884